# نورث استار (فیلم ۲۰۲۳)
عروسی مادرم (انگلیسی: My Mother's Wedding) با عنوان پیشین نورث استار (انگلیسی: North Star) فیلم کمدی درام محصول ۲۰۲۳ به کارگردانی کریستین اسکات توماس است که فیلم‌نامهٔ آن را با همکاری جان میکلتویت نوشته است. در این فیلم اسکارلت جوهانسون، سیه‌نا میلر، امیلی بیچام، فریدا پینتو و کریستین اسکات توماس ایفای نقش کرده‌اند. این فیلم برای نخستین بار در ۷ سپتامبر ۲۰۲۳ در جشنواره بین‌المللی فیلم تورنتو به نمایش درآمد و قرار است در ۸ اوت ۲۰۲۵ در ایالات متحده اکران عمومی شود.

## داستان
سه خواهر برای شرکت در مراسم عروسی مادر دوبار بیوه‌شدهٔ خود به خانه بازمی‌گردند. هر سه خواهر تجربیات زندگی متفاوتی داشته‌اند: جورجینا پرستار تسکینی است، در حالی که ویکتوریا بازیگر و کاترین کاپیتان نیروی دریایی سلطنتی است.

## بازیگران
- کریستین اسکات توماس در نقش دایانا
- اسکارلت جوهانسون در نقش کاترین
- فریدا پینتو
- سیه‌نا میلر در نقش ویکتوریا
- امیلی بیچام در نقش جورجینا
- سیندو وی
- جاشوآ مک‌گوایر
- مارک استنلی
- جولیو بروتی
- تیبو د مونتالمبر
- سامسون کایو
- جیمز فلیت

## تولید
در ژوئن ۲۰۲۲ اعلام شد که جوهانسون و اسکات توماس در حال کار روی فیلم جدیدی هستند که قرار بود نخستین تجربهٔ کارگردانی اسکات توماس باشد. در همان ماه میلر، پینتو و بیچام به بازیگران اضافه شدند. فیلمبرداری سکانس عروسی در همپشر در کلیسای سنت مری، اشلی و در بخش‌هایی از املاک گرنج همپشایر در نزدیکی آلرسفورد در ژوئن ۲۰۲۲ صورت گرفت. گزارش شد که جوهانسون در حال فیلمبرداری صحنه‌های دریایی در پورتسموث بود.
گزارش شد که تصویربرداری اصلی تا پایان ژوئیهٔ ۲۰۲۲ به پایان رسیده است. اسکات توماس این تجربه و خلق خانواده خیالی با استفاده از خاطرات دوران کودکی‌اش به‌عنوان سکوی پرشی را هیجان‌انگیز دانست. این فیلم پس از نجواگر اسب (۱۹۹۸) و دختر دیگر بولین (۲۰۰۸)، سومین باری است که اسکات توماس و جوهانسون نقش مادر و دختر را بازی می‌کنند.